# Anthidium loti
Anthidium loti es una especie de abeja del género Anthidium, familia Megachilidae. Fue descrita científicamente por Perris en 1852.

## Sinónimos
Los sinónimos de esta especie incluyen:
- Apis variegata_homonym Fabricius, 1781
- Apis varia_homonym Gmelin, 1790
- Anthidium regulare Eversmann, 1852
- Anthidium mosaicum Costa, 1863
- Anthidium meridionale Giraud, 1863
- Anthidium quadriseriatum Kriechbaumer, 1873
- Anthidium variegatum var meridionale Giraud, 1863
- Anthidium (Anthidium) loti meridionale Giraud, 1863

## Distribución geográfica
Esta especie habita en varios países de Europa y en el norte de Asia (excepto China).